# Zamarada ucata
Zamarada ucata là một loài bướm đêm trong họ Geometridae.